# Медаль «За кампанію в Південно-Західній Африці»
Пам'ятна медаль повстання в Південно-Західній Африці 1904–06 (нім. Denkmünze an den südwestafrikanischen Aufstand 1904–06) — нагорода Німецької імперії.

## Історія
Медаль була заснована імператором Вільгельмом 19 березня 1907 року для нагородження військовослужбовців та цивільних, які відзначилися під час придушення повстання гереро і нама в Німецькій Південно-Західній Африці.

## Опис
Кругла бронзова (для комбатантів) або сталева (для некомбатантів) медаль. На аверсі зображена повернута вліво голова Германії з написом SUEDWEST AFRIKA 1904-06 (Південно-Західна Африка 1904-06), на реверсі — ініціал імператора W II з імператорською короною і схрещеними мечами, оточений по колу написом DEN SIEGREICHEN STREITERN (укр. Переможний боєць). На реверсі медалі для некомбатантів — напис VERDIENST UM DIE EXPEDITION (укр. Заслуги в експедиції), а замість мечів зображена лаврова гілка. Медаль носилась на лівому боці грудей на біло-чорній стрічці шириною 35 мм з горизонтальними червоними смугами.
До учасників боїв до медалі додавались 16 застібок, на яких вказане місце бою:
- Herero-Land
- Omaruru
- Onganjira
- Waterberg
- Omaheke
- Groß-Namaland
- Fahlgras
- Toasis
- Karas-Berge
- Groß-Nabas
- Auob
- Nurudas
- Nossob
- Oranje
- Kalahari 1907 — лише для британських солдатів.
- Kalahari 1908

Застібки виготовлялись з позолоченої латуні і кріпились до стрічки медалі. Якщо нагороджений брав участь у кількох боях, застібки кріпились послідовно одна під одною.